# Ernesto Soares
Pour les articles homonymes, voir Soares.
Ernesto da Conceição Soares est un footballeur international cap-verdien né le 5 octobre 1979 à Setúbal (Portugal). Il évolue au poste de gardien de but.

## Carrière
| Année     | Club              | Match | Buts |
| --------- | ----------------- | ----- | ---- |
| 1998-2000 | FC Barreirense    | 1     | 0    |
| 2000-2005 | FC Alverca        | 20    | 0    |
| 2005-2008 | Estoril-Praia     | 47    | 0    |
| 2008-2009 | Doxa Katokopia    | 23    | 0    |
| 2009-2010 | AD Carregado      | 5     | 0    |
| 2010-2011 | GD Lagoa          | 3     | 0    |
| 2011-2012 | GD Estoril-Praia  | 0     | 0    |
| 2013      | Vilankulo FC (en) | 0     | 0    |

## Sélections
- Cap-Vert depuis 2003.